# Klaus Töpfer
Klaus Töpfer, född 29 juli 1938 i Waldenburg i Schlesien (nuvarande Wałbrzych i Polen), död 8 juni 2024 i München, var en tysk politiker (CDU) som bl.a. var direktör för FN:s miljöprogram 1998–2006.
Töpfers familj fördrevs från Schlesien 1945 och Töpfer avlade 1959 studentexamen i Höxter. Därpå gjorde han värnplikten. Töpfer studerade i Mainz, Frankfurt am Main och Münster och promoverades 1968 till dr.rer.pol. Töpfer arbetade 1971–1978 vid delstaten Saarlands statskansli som avdelningschef för planering och information. 1972 gick Töpfer med i CDU. 1978–1985 var han statssekreterare i delstaten Rheinland-Pfalz och utsågs 1985 till minister för miljö och hälsa i Rheinland-Pfalz. 1987 blev han tysk minister för miljö, naturskydd och reaktorsäkerhet i Helmut Kohls regering. 1994 blev han ersatt på ministerposten av Angela Merkel och blev istället infrastrukturminister. År 2002 utnämndes han till hedersdoktor vid Freie Universität Berlin.

## Utmärkelser
- Förbundsrepubliken Tysklands förtjänstorden - stora kommendörskorset,  1990
- Deutscher Meerespreis,  1998
- Ernst Reuter-Medaljen,  1998
- Bundesstiftung Umwelts miljöpris,  2002[9]
- Hedersdoktor vid Freie Universität Berlin,  2002[10]
- Deutscher Staatsbürgerpreis,  2004
- Theodor Heuss Preis,  2005[11]
- Dag-Hammarskjöld-Ehrenmedaille,  2005
- Romano Guardini-priset,  2006
- Adam-Smith-Preis für marktwirtschaftliche Umweltpolitik,  2007
- Urania-Medaille,  2008
- Hedersmedborgare i Shanghai,  2009[12]
- Umweltmedienpreis,  2013[13]
- Nordrhein-Westfalens Förtjänstorden,  2015
- Professor-Niklas-Medaille,  2017
- Nordrhein-Westfalens statspris,  16 september 2019[14]
- Förbundsrepubliken Tysklands förtjänstorden – stora kommendörskorset med stjärna och axelrem
- Danakerorden
- Hedersdoktor vid École polytechnique fédérale de Lausanne
- Hedersdoktor vid Potsdams universitet
- Hedersdoktor vid Technische Universität Kaiserslautern
- Hederstecken i silver och band av Österrikiska republikens förtjänstorden
- Hedersdoktor vid Universität Duisburg-Essen
- Stora hederstecknet i silver med stjärna av Österrikiska republikens förtjänstorden

[Redigera Wikidata]